# دبن (حجة)
دبن هي إحدى قرى الجمهورية اليمنية. تتبع جغرافيا لمحافظة حجة وإداريًا لمديرية عبس. يبلغ تعداد سكانها 1117 نسمة حسب الإحصاء الذي أجري عام 2004.